# Mizpah House
Das Mizpah House ist ein ehemaliges Pfarrhaus auf der schottischen Shetlandinsel Bressay. Es liegt nahe der Westküste der Insel am Bressay Sound. 1977 wurde das Mizpah House in die schottischen Denkmallisten in der Kategorie C aufgenommen.

## Beschreibung
Mizpah House liegt am Bressay-Sund nur wenige hundert Meter südlich der Kirche Bressay Kirk. Vom gegenüberliegenden Lerwick auf Mainland ist das Gebäude über den Bressay-Sund hinweg gut sichtbar. Mizpah House wurde im Jahre 1819 erbaut und ähnelt dem weiter nördlich gelegenen Maryfield House. Das zweistöckige Gebäude mit ausgebautem Dachgeschoss weist einen symmetrischen T-förmigen Grundriss auf. Die Fassaden sind traditionell mit Harl verputzt. Die Fenster sind mit Faschen abgesetzt. Der Eingangsbereich befindet sich mittig an der Westseite in einem überdachten Vorbau. An der gegenüberliegenden Seite ist ein einzelnes Fenster im Obergeschoss verbaut. Rechts befindet sich ein kleiner Anbau mit Pultdach. An den Nord- und Südseiten sind Fenster auf zwei vertikalen Achsen angeordnet. Es schließen sich mehrere längliche Außengebäude an. Das Gebäude schließt mit einem Satteldach ab.